# Макс Шрек
Фрідріх Густав Максиміліан «Макс» Шрек  (нім. Friedrich Gustav Max Schreck, 6 вересня 1879 — 20 лютого 1936) — німецький актор, відомий ролю вампіра графа Орлока в класичному фільмі жахів «Носферату. Симфонія жаху» Фрідріха Вільгельма Мурнау.

## Біографія

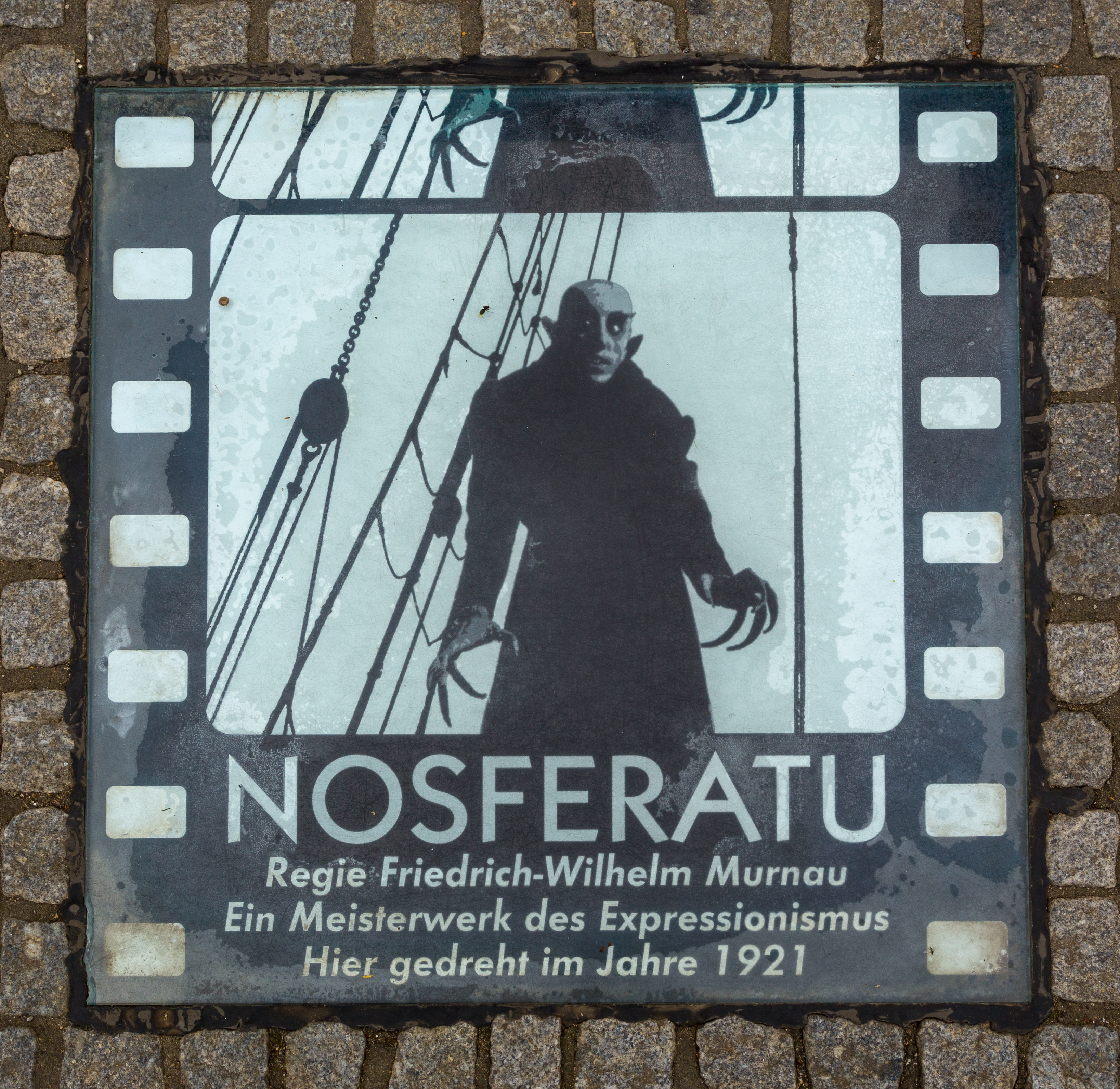
Макс Шрек у фільмі «Носферату»

Максиміліан Шрек народився 6 вересня 1879 року в берлінському передмісті Фріденау.
Акторську підготовку він отримав у Берлінському державному театрі, в якому навчався до 1902 року. Батько Шрека не схвалював ентузіазму сина до театру, але мати таємно фінансувала його навчання. Його акторський дебют відбувся на театральній сцені в місті Шпаєр, потім протягом двох років він гастролював Німеччиною, виступаючи в Циттау, Ерфурті, Люцерні, Бремені, Гері та Франкфурті-на-Майні. Повернувшись до Берліна, він вступив у театральну трупу відомого Макса Райнгардта. Багато членів цієї трупи так само, як і Макс, зробили згодом істотний внесок у кінематограф.
З 1915 по 1918 рік Шрек брав участь у Першій світовій війні. У 1919 році він вступив у трупу Мюнхенського камерного театру, на сцені якого виступав протягом наступних трьох років. Найпримітнішою роллю в Мюнхені став господар фрик-шоу Глубб у дебютній п'єсі Бертольта Брехта «Барабани вночі». В цей же час відбувся його дебют у кіно. У кількох фільмах разом із ним з'явилася і його дружина, Фанні Норманн, шлюб із якою він взяв у 1910 році.
У 1922 році кінокомпанія «Prana Film» запросила Макса на роль графа Орлока в своєму першому фільмі «Носферату. Симфонія жаху». Відразу після виходу фільму на екран компанія оголосила себе банкрутом, щоб уникнути виплат авторських витрат вдові Брема Стокера Флоренс. Лисий, худорлявий, з жилистими руками та довгими нігтями граф Орлок, образ якого створив Макс, справляв незабутнє жахливе враження на публіку.
Через два роки Шрек знявся ще в одному фільмі режисера Фрідріха В. Мурнау «Фінанси великого герцога», який зовсім не мав успіху у публіки. У наступні роки Шрек продовжив свою кар'єру в кіно, при цьому не залишивши і роботу в камерному театрі Мюнхена. 19 лютого 1936 року Шрек грав роль інквізитора у п'єсі «Дон Карлос», після закінчення якої відчув себе погано і був відправлений лікарем до лікарні. Наступного ранку у віці 56 років Макс Шрек помер від інфаркту.

## Макс Шрек у поп-культурі
- Актор Віллем Дефо виконав роль Макса Шрека у фільмі «Тінь вампіра» у 2000 році. Сюжет фільму заснований на тому, що Макс Шрек справді був вампіром і тому йому так вдалося зобразити роль графа Орлока.
- На честь актора названо персонажа, зіграного Крістофером Вокеном у фільмі « Бетмен повертається» Тіма Бертона.

## Фільмографія[7][8]
| Рік  |   | Українська назва                | Оригінальна назва                              | Роль                               |
| ---- | - | ------------------------------- | ---------------------------------------------- | ---------------------------------- |
| 1920 | ф |                                 | Der Tanz in den Tod                            | князь Петер Сіранов                |
| 1920 | ф | Саламейський суддя              | Der Richter von Zalamea                        | дон Мендо                          |
| 1920 | ф |                                 | Der unheimliche Chinese                        |                                    |
| 1921 | ф |                                 | Der zeugende Tod                               |                                    |
| 1921 | ф |                                 | Am Narrenseil                                  |                                    |
| 1921 | ф | Роман Крістін фон Ерре          | Der Roman der Christine von Herre              | слуга Петер                        |
| 1921 | ф |                                 | Der Verfluchte                                 | Радія                              |
| 1922 | ф | Носферату. Симфонія жаху        | Nosferatu, eine Symphonie des Grauens          | граф Орлок                         |
| 1922 | ф | Натан Мудрий                    | Nathan der Weise                               | Великий магістр Ордену Тамплієрів  |
| 1922 | ф |                                 | Pique Ass                                      |                                    |
| 1922 | ф |                                 | Der Favorit der Königin                        | Джек                               |
| 1923 | ф | Венеційський купець             | Der Kaufmann von Venedig                       | венеційський дож                   |
| 1923 | ф | Вулиця                          | Die Straße                                     | сліпий                             |
| 1923 | ф | Загадки однієї перукарні        | Die Mysterien eines Frisiersalons              |                                    |
| 1923 | ф |                                 | Ein Weib, ein Tier, ein Diamant                | ревізор                            |
| 1924 | ф | Фінанси великого герцога        | Die Finanzen des Großherzogs                   |                                    |
| 1924 | ф | Дуду, людська доля              | Dudu, ein Menschenschicksal                    | негідник                           |
| 1925 | ф |                                 | Der Schuß in den Schatten                      |                                    |
| 1925 | ф |                                 | Die gefundene Braut                            | гіпнотизер Ра-Тха                  |
| 1925 | ф | Війна під час миру              | Krieg im Frieden                               | аптекар                            |
| 1926 | ф | Рожевий діамант                 | Der rosa Diamant                               | слуга леді Фокс                    |
| 1927 | ф |                                 | Der Sohn der Hagar                             | Яків Дейч                          |
| 1927 | ф | На краю світу                   | Am Rande der Welt                              |                                    |
| 1927 | ф | Дивна справа капітана Рампера   | Ramper, der Tiermensch                         | тонка людина                       |
| 1927 | ф |                                 | Der Meister von Nürnberg                       | Йоган Мекерлінг, кравець           |
| 1927 | ф |                                 | Die selige Exzellenz                           | лорд Стюарт                        |
| 1927 | ф |                                 | Der Kampf des Donald Westhof                   | суддя                              |
| 1927 | ф |                                 | Der alte Fritz                                 | камердинер Рітц                    |
| 1928 | ф | Лютер                           | Luther                                         | Александер                         |
| 1928 | ф | Донья Жуана                     | Doña Juana                                     | батько Жуани                       |
| 1928 | ф | Залишок                         | Scampolo                                       | Ein Kellner                        |
| 1928 | ф | Распутін, святий грішник        | Rasputins Liebesabenteuer                      | Микола Миколайович                 |
| 1928 | ф | Республіка Флепперів            | Die Republik der Backfische                    | Тюльпан                            |
| 1928 | ф | Сучасні пірати                  | Moderne Piraten                                | Філіппс, лідер піратів             |
| 1928 | ф | Серенісімус та остання діва     | Serenissimus und die letzte Jungfrau           | Крампф, міністр фінансів           |
| 1928 | ф | Волга-Волга                     | Wolga — Wolga, Die Ballade von Stenka Rasin    |                                    |
| 1929 | ф | Битва Терції                    | Der Kampf der Tertia                           | Бенно Бірсак                       |
| 1929 | ф | Людвіг II, король Баварії       | Ludwig der Zweite, König von Bayern            | фон Пфістер                        |
| 1930 | ф | Країна посмішок                 | Das Land des Lächelns                          | Столітній в опереті                |
| 1930 | ф | Бойкот                          | Boykott                                        | посадова особа у виправній колонії |
| 1931 | ф |                                 | Im Banne der Berge                             |                                    |
| 1932 | ф | Петер Восс, злодій-мільйонер    | Peter Voss, der Millionendieb                  | 3-й брокер                         |
| 1932 | ф | Ніч спокуси                     | Nacht der Versuchung                           | офіцер                             |
| 1932 | ф | Продана наречена                | Die verkaufte Braut                            | комік Муфф                         |
| 1932 | ф |                                 | Fürst Seppl                                    | красень                            |
| 1932 | ф |                                 | Ein Mann mit Herz                              | Вінцент                            |
| 1932 | ф | Бу!                             | Boo!                                           | Дракула                            |
| 1933 | ф | Жінка, як ти                    | Eine Frau wie Du                               | доктор Курц                        |
| 1933 | ф |                                 | Roman einer Nacht                              | професор Кольскі                   |
| 1933 | ф |                                 | Fräulein Hoffmanns Erzählungen                 | слуга                              |
| 1933 | ф | Треба негайно розлучатися       | Muß man sich gleich scheiden lassen            | президент конгресу                 |
| 1933 | ф | Тунель                          | Der Tunnel                                     | Честерфілд                         |
| 1933 | ф |                                 | Ein Kuß in der Sommernacht                     | гер Краузе                         |
| 1933 | ф | Готель для закоханих            | Das verliebte Hotel                            | директор готелю                    |
| 1934 | ф |                                 | Peer Gynt                                      | спікер на весіллі                  |
| 1935 | ф | Нокаут                          | Knockout — Ein junges Mädchen, ein junger Mann | керівник художнього агентства      |
| 1935 | ф |                                 | Der Schlafwagenkontrolleur                     | директор Гюнеманн                  |
| 1936 | ф | Доногу Тонка                    | Donogoo Tonka                                  | емігрант                           |
| 1936 | ф | Остання четвірка із Санта-Круса | Die letzten Vier von Santa Cruz                | Вільям                             |